# Естримніди
Естримніди (лат. Oestreminis — «найзахідніші») — напівлегендарні острови, що на переконання античних науковців і літераторів, розташовувалися на крайньому заході тогочасного світу.
У цьому сенсі можуть асоціюватися з Португалією, Північною Іспанією, Ірландією, проте ймовірнішими версіями вважають ототожнення Естримнідів із групою островів біля сучасного Бреста, найбільшим з яких є Віссан, Бретанню або ж Корнуолом (якщо останній розглядали як острів, окремий від Британії — Авіен повідомляє відстані від Естримнідів до Альбіона (під чим розуміли саме Британію) і Ерни (Ірландії)).